# 해리빅버튼
해리빅버튼(영어: HarryBigButton)은 크래쉬, 스푼 출신의 기타리스트 이성수가 주축이 되어 결성된 대한민국의 포스트 하드록 밴드이다. 이름의 의미는 오래되고 큰 버튼이 달려있는 카스테레오를 지칭하는 영국 속어이다. 데뷔 EP 음반 Hard ‘N’ Loud가 2011년 발매되었다.

## 현재 구성원
- 이성수 (보컬, 기타) - Crash, sPoON, Deaden의 전 멤버
- 우석제 (베이스, 2022년~현재)
- 최보경 (드럼, 2011~2012년, 2022년~현재)

## 음반
- Big Fish (정규앨범, 2023년 7월 10일)

- Dawn Of The Dead (Collab ver.) (Digital Single, 2020년 10월 28일)
- Dirty Harry (정규앨범, 2020년 6월 5일)
- Wild East Blues (Digital Single, 2019년 2월 6일)
- Man of Spirit (정규앨범, 2017년 5월 19일)
- 광화문거리 (Digital Single, 2017년 1월 12일)
- Make My Day (Digital Single, 2016년 5월 19일)
- Man of Spirit (Digital Single, 2015년 12월 1일)
- 들국화30 (컴필레이션 앨범, 2015년 11월 16일)
- Social Network (Digital Single, 2015년 7월 14일)
- Perfect Storm (EP, 2014년 4월 2일)
- Control (Digital Single, 2013년 7월 15일)
- King's Life (정규앨범, 2012년 10월 29일 )
- 서바이벌 TOP밴드2 패자부활전 (EP, 2012년 9월 9일)
- Hard'N'Loud (EP, 2011년 8월 11일)

## 공연 역사
- 지산 월드 락 페스티벌 - 2012년
- 슈퍼소닉 페스티벌 - 2013년
- 펜타포트 락 페스티벌 - 2014년
- 지산 월드 락 페스티벌 - 2015년
- 지산 월드 락 페스티벌 - 2017년
- Rock in Russia 콘서트 - 2019년
- 펜타포트 락 페스티벌 - 2019년
- MU:CON(한국콘텐츠진흥원 주최) - 2020년
- 전주 얼티밋 뮤직 페스티벌 - 2023년
- 부산 국제 록 페스티발 - 2023